# Lutjànids

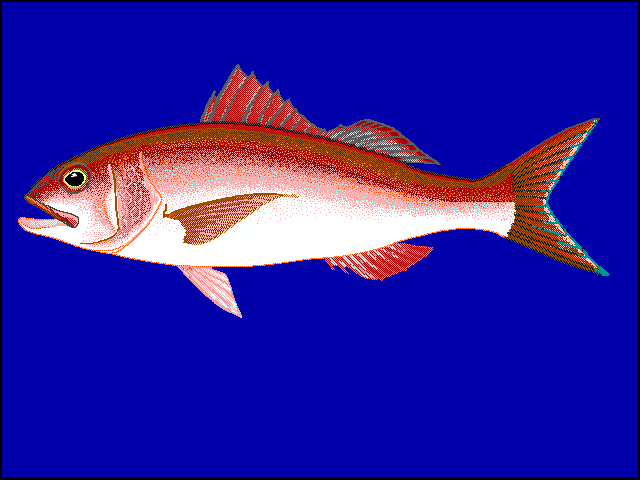
Etelis carbunculus

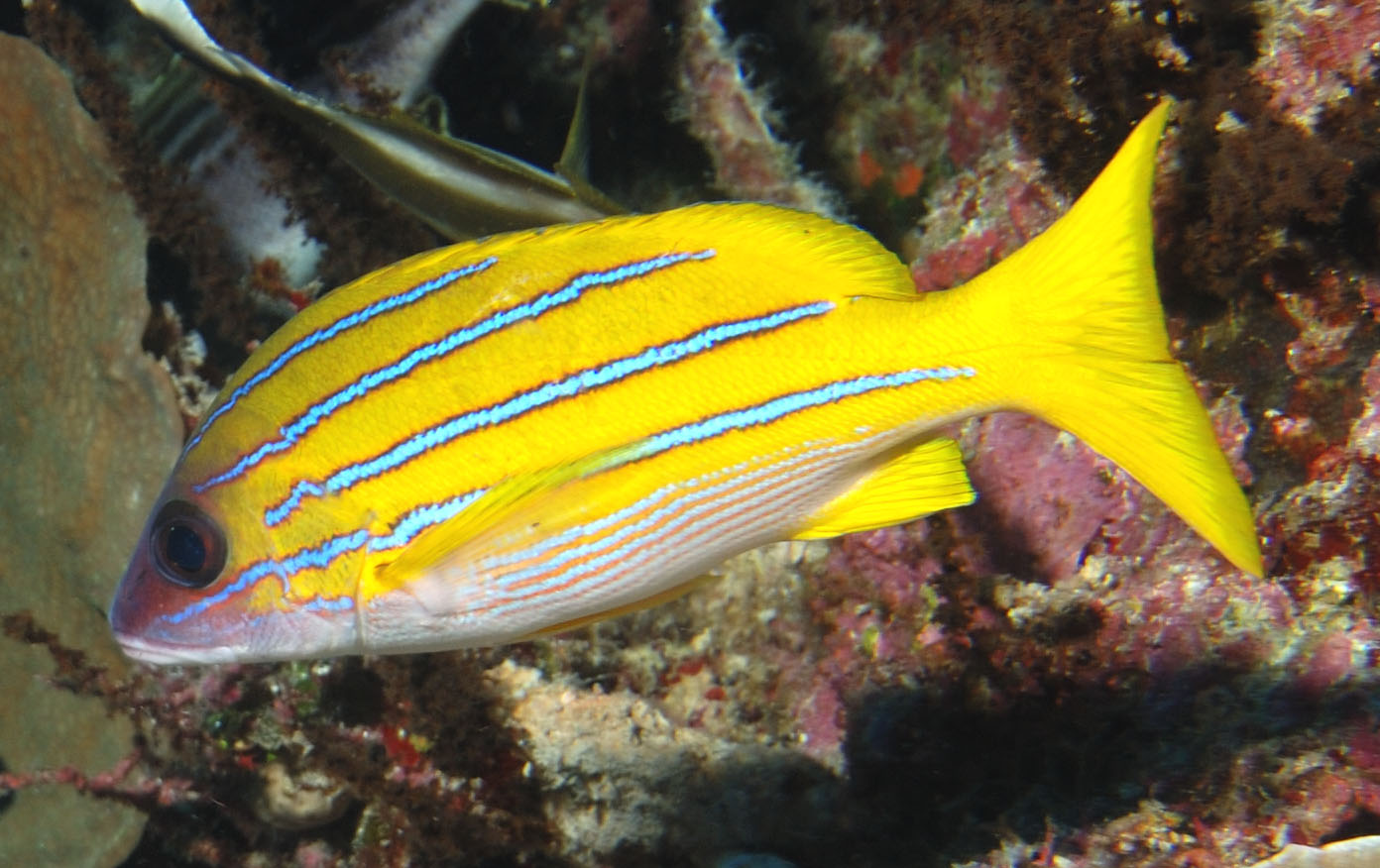
Lutjanus kasmira

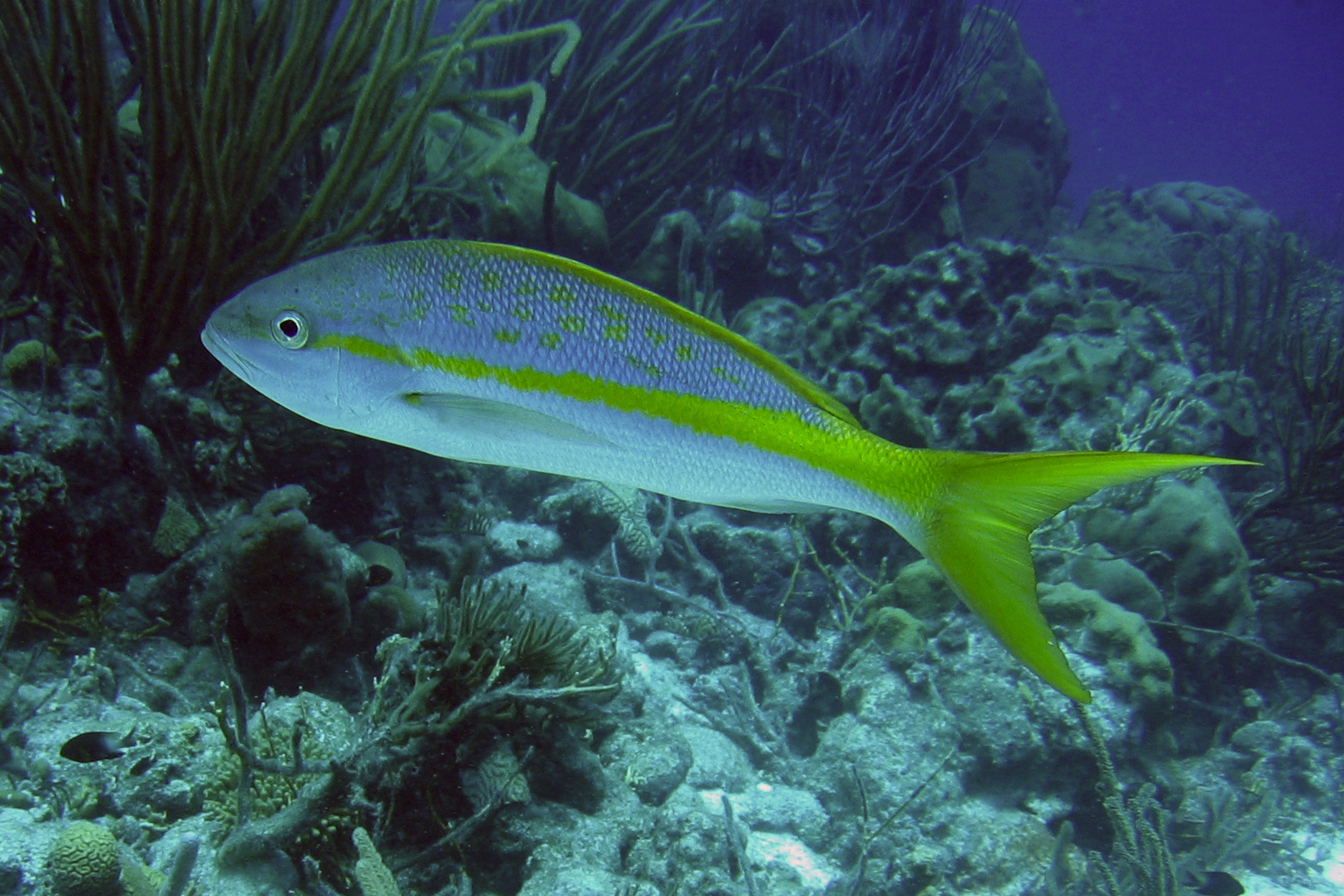
Ocyurus chrysurus

La família dels lutjànids (Lutjanidae) és constituïda per peixos pertanyents a l'ordre dels perciformes i al superordre dels acantopterigis.

## Morfologia
- Segons l'espècie, poden arribar al metre de longitud màxima.
- Nombre de vèrtebres: 24 (10 + 14).[3]

## Alimentació
La majoria de les seues espècies són depredadores de crustacis i peixos, tot i que unes poques són planctívores.

## Hàbitat
Són espècies marines, malgrat que n'hi ha algunes que s'endinsen en aigua dolça per a alimentar-se.

## Distribució geogràfica
Es poden trobar a les regions tropicals i subtropicals de tots els oceans.

## Gèneres
- Aphareus (Cuvier, 1830)[5]
- Aprion (Valenciennes, 1830)[5]
  - Aprion virescens (Valenciennes, 1830)[6]
- Apsilus (Valenciennes, 1830)[5]
- Etelis (Cuvier, 1828)[7]
- Hoplopagrus (Gill, 1861)[8]
  - Hoplopagrus guentherii (Gill, 1862)
- Lipocheilus (Anderson, Talwar & Johnson, 1977)[9]
  - Lipocheilus carnolabrum (Chan, 1970)
- Lutjanus (Bloch, 1790)[10]
- Macolor (Bleeker, 1860)[11]
- Ocyurus (Gill, 1862)[12]
  - Ocyurus chrysurus (Bloch, 1791)[13]
- Paracaesio (Bleeker, 1875)[14]
- Parapristipomoides (Kami, 1973)[15]
  - Parapristipomoides squamimaxillaris (Kami, 1973)[16]
- Pinjalo (Bleeker, 1873)[17]
- Pristipomoides (Bleeker, 1851)[18]
- Randallichthys (Anderson, Kami & Johnson, 1977)[19]
  - Randallichthys filamentosus (Fourmanoir, 1970)[20]
- Rhomboplites (Gill, 1862)[21]
  - Rhomboplites aurorubens (Cuvier, 1829)[22]
- Symphorichthys (Munro, 1967)[23]
  - Symphorichthys spilurus (Günther, 1874)[24]
- Symphorus (Günther, 1872)[25]
  - Symphorus nematophorus (Bleeker, 1860)[26][27][28][29][30][31]